# هیروان، ولز
هیروان (به انگلیسی: Hirwaun) یک منطقهٔ مسکونی در بریتانیا است که در روندا کنون تاو واقع شده‌است. هیروان ۴٬۹۹۰ نفر جمعیت دارد.